# Mesostichon

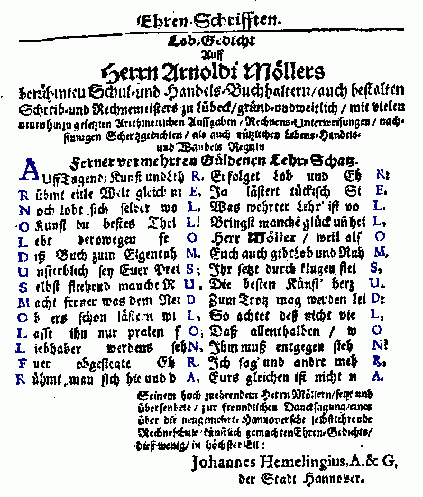
Een lofdicht uit 1663 met acro-, meso- en telestichon

Een mesostichon is een gedicht, waarin bepaalde letters die in het midden van elke lijn staan, van boven naar beneden gelezen een woord of een zin vormen. De betreffende letters zijn gewoonlijk in het vet en/of als hoofdletter afgedrukt.
Het woord komt van het Grieks mesos = midden en stichos = vers, gedicht.
Als het de beginletters van elke lijn betreft spreekt men van een acrostichon; als het de laatste letters van elke lijn betreft van een telestichon.
Johannes Hemelingius schreef in 1663 een lofdicht aan Arnoldus Möller, waarin hij diens naam zowel in de vorm van een acrostichon als van een mesostichon en telestichon verwerkte.
Een mesostichon kan men ook gebruiken in de steganografie om een geheime boodschap in een vers te verwerken. De betrokken letters worden dan uiteraard niet uitgelicht maar staan op een vooraf bepaalde plaats.